# 張錞 (崇禎進士)
張錞（？年—？年），號我愚，福建汀州府长汀县人。明末清初政治人物。

## 生平
祖父张履祥，隆庆元年丁卯科福建乡试解元，官曲江令，调石门县。
萬曆四十六年（1618年）戊午科福建乡试舉人，崇祯四年（1631年）辛未科进士。吏部观政，五年授户部云南司主事，蓟州管银，改山西司，七年降任广东按察司知事，八年乞求終養歸里。后来督税香山，坐船遭遇飓风，船只覆没身亡。